# تریتان تکمس
تریتان تِکمِس پادشاه ساگارتی ها بود که بر اربیل حکومت میکرد. او توسط داریوش هخامنشی پادشاه بزرگ ایرانی کشته شد.